# لوكا شوليتش
لوكا شوليتش (بالكرواتية: Luka Šulić) (من مواليد 25 أغسطس 1987) هو عازف تشيلو سلوفيني كرواتي.   
كان عضوا في فرقة تو تشيلوز مع ستيبان هاوزر.

## حياته
ولد سوليتش في ماريبورفي سلوفينيا. كان والده بوجو (الذي حصل من خلاله على الجنسية الكرواتية بالإضافة إلى الجنسية السلوفينية) من دوبروفنيك في كرواتيا، ووالدته أليا من إيزولا في سلوفينيا.  كان والده أيضًا عازف تشيلو، والعديد من أفراد عائلته يعملون بالموسيقى. 

## حياته المهنية
يقدم شوليتش عروضه في جميع أنحاء العالم، ويجمع بين العروض الكلاسيكية المنفردة وتلك التي يقدمها في فرقة تو تشيلوز. 
لقد قدم عددًا من العروض الفردية وموسيقى الحجرة في أوروبا وأمريكا الجنوبية واليابان في أماكن رئيسية مثل ويغمور هول وكونسيرت خيباو في أمستردام وغيرها.    وبصفته عازفًا منفردًا ظهر مع فرق أوركسترا مثل دويتشه راديو فيلهارموني، وأوركسترا الحجرة الأسترالية، وأوركسترا وارسو الفيلهارمونية، والأوركسترا السيمفونية الروسية وغيرها.   
بدأ سوليتش يتعلم الموسيقي في ماريبور عندما كان في الخامسة من عمره. وعلمه والده كيفية اللعب في البداية وتدربت والدته معه كثيرًا.  وعندما كان في الخامسة عشرة من عمره، أصبح واحدًا من أصغر الطلاب الذين دخلوا أكاديمية الموسيقى في زغرب على الإطلاق في صف البروفيسور فالتر ديسبالج، حيث تخرج وعمره 18 عامًا فقط  واصل تعليمه في فيينا مع البروفيسور راينهارد لاتزكو.  أنهى شوليتش درجة الماجستير مع ماتس ليدستروم في الأكاديمية الملكية للموسيقى في لندن عام 2011.
بدأ نجاحه الكبير عندما قرر الانضمام إلى صديقه ومنافس التشيلو السابق ستيبان هاوزر. في يناير 2011، قاموا بتحميل نسخة التشيلو من أغنية "سموذ كريمنال" لمايكل جاكسون على موقع يوتيوب. وفي غضون بضعة أسابيع فقط، انتشر مقطع الفيديو الخاص بهم على نطاق واسع، وحصد أكثر من 7 ملايين مشاهدة على الفور تقريبًا.    أدى ذلك إلى عقد صفقة قياسية مع شركة سوني ماسترووركس ودعوة للانضمام إلى إلتون جون في جولته العالمية.  
ظهر الثنائي في برامج تلفزيونية وطنية مثل ذا تونايت شو مع جاي لينو وإلين دي جينيريس شو.   
في يناير 2012، ظهروا كضيوف موسيقيين خاصين في المسلسل التلفزيوني الشهير غلي على قناة فوكس، حيث قاموا بأداء أغنية "سموذ كريمنال" في حلقة تكريم مايكل جاكسون. كانت هذه هي المرة الأولى التي يؤدي فيها ثنائي موسيقي العرض في مكان الضيف.  
من عام 2011 حتى عام 2018، كعضو في تو تشيلوز، أصدر سوليتش 5 ألبومات من أنواع موسيقية متنوعة، من موسيقى البوب والروك إلى ألوان الكلاسيكية والأفلام.
بعد انتهاء جولة تو تشيلوز في الولايات المتحدة في عام 2019، أخذ شوليتش استراحة من الثنائي للعمل في مشاريع مستقلة.
أصدر ألبوم "فيفالدي: الفصول الأربع"  في نوفمبر 2019. قال لوكا إنه أحب الفصول الأربعة لفيفالدي منذ أن كان طفلاً وسمعها على شريط في سيارة والديه. كان يريد دائمًا أن يعزف المقطوعات على آلة التشيلو. استغرق الأمر عامين لإعداد مقطوعات التشيلو، أثناء قيامه بجولة مع تو تشيلوز. اختار روما للتسجيل لأن فيفالدي كان إيطاليًا. ويأمل أن يجلب الألبوم الموسيقى الكلاسيكية لجمهور أوسع.   

### مسابقات
- الجائزة الأولى في جائزة راعي الأكاديمية الملكية للموسيقى في قاعة ويغمور (2011) [34]
- الجائزة الأولى لكونشيرتو التشيلو لشومان والجائزة الخاصة لأفضل أداء لتنويعات ساشر لوتوسلافسكي في مسابقة ويتولد لوتوسلافسكي الدولية للتشيلو في وارسو (2009) [35]
- الجائزة الأولى في مسابقة "المواهب الجديدة" لاتحاد البث الأوروبي (2006) [36]

## روابط خارجية
- الموقع الرسمي